# 제인 시모어
제인 시모어(영어: Jane Seymour, 1508년 ~ 1537년 10월 24일)는 헨리 8세의 제2계비이다. 제1계비 앤 불린의 상궁으로 있었을 때 왕을 사로잡는다. 1536년 5월 17일 앤 불린이 사형을 당한 후 11일 만에 헨리 8세와 결혼한다.
제인 시모어는 군인 출신 귀족인 존 시모어 경과 웬트워스의 마거릿의 딸로 태어났다. 아버지 존 시모어 경은 헨리 7세와 헨리 8세 집권기간 중 군인으로 활약했었다.
제인 시모어는 외증조모를 통해서 플랜태저넷 왕가의 에드워드 3세의 차남인 라이오넬 앤트워프의 후손이 된다. 클래런스의 공작 라이오넬 앤트워프의 딸 필리파와 3대 마치 백작 에드먼드 모티머의 세 자녀 중 장녀 엘리자베스 모티머는 노섬벌랜드 백작 헨리 페르시의 아들 헨리 하트스퍼 페르시와 결혼, 딸 엘리자베스 페르시를 두었다. 제인 시모어의 외할아버지 헨리 웬트워스의 어머니 크리포드의 마리는 엘리자베스 페르시와 존 클리포드경의 딸이었다.
금발에 창백한 얼굴, 조용하고 엄격한 제인 시모어는 정열적이고 화려했던 흑발의 앤 불린과는 대조되는 성격이었다. 제인 시모어는 시녀들에게 프랑스식 복장을 버리고 정숙한 잉글랜드식 옷차림을 하도록 명령했다.
독실한 가톨릭 신자였던 제인 시모어는 메리 공주(훗날 메리 1세, 헨리 8세의 첫왕비의 딸)를 적자의 신분으로 돌려 놓아줄 것을 왕에게 간청했다. 그러나 헨리 8세는 이를 딸 메리가 반역을 시도했다고 생각해 오히려 메리와 그녀의 지지자들을 법정에 세웠다. 재판에서 메리 공주가 왕의 결정을 옹호하고 종교개혁을 받아들이면서 시모어의 시도는 실패로 돌아갔다. 제인 시모어가 헨리 8세에게 가톨릭 교회로 회심할 것을 종용하자 왕은 앤 불린의 죽음을 상기시켰다.
제인 시모어는 1537년 10월 24일 헨리 8세가 고대하던 왕자 에드워드 6세를 낳은 지 12일 만에 산욕열로 숨을 거두었다. 헨리 8세는 제인 시모어를 "My True wife"라 불렀다. 헨리 8세는 이후에 세 명의 왕비를 더 맞지만 제인이 아들을 낳아주었기에 그녀를 진실한 아내로 여겼다. 헨리 8세는 죽은후 제인 시모어 옆에 묻혔다.
제인 시모어가 세상을 떠난 지 3년 후 헨리 8세는 정치적인 이유로 클리브즈의 앤과 결혼한다.